# Melanagromyza seneciophila
Melanagromyza seneciophila är en tvåvingeart som beskrevs av Spencer 1963. Melanagromyza seneciophila ingår i släktet Melanagromyza och familjen minerarflugor. Inga underarter finns listade i Catalogue of Life.